# Odinist – The Destruction of Reason by Illumination
Odinist - The Destruction of Reason by Illumination er det sjette studiealbum fra det franske black metal-band Blut aus Nord, udgivet i 2007.

## Spor
1. "Intro" - 1:29
2. "An Element of Flesh" - 5:30
3. "The Sounds of the Universe" - 5:27
4. "Odinist" - 5:02
5. "A Few Shreds of Thoughts" - 4:51
6. "Ellipsis" - 3:07
7. "Mystic Absolu" - 4:30
8. "The Cycle of the Cycles" - 5:19
9. "Outro" - 1:38

## Fodnoter
1. ↑  Intro og Outro nævnes ikke på omslaget